# Liběšice, Louny
Liběšice là một làng thuộc huyện Louny, vùng Ústecký, Cộng hòa Séc.